# Plasence (Pyrénées-Atlantiques)
Pour les articles homonymes, voir Plasence.
Plasence est une ancienne commune française du département des Pyrénées-Atlantiques. Le 22 mars 1842, la commune fusionne avec Piets et Moustrou pour former la nouvelle commune de Piets-Plasence-Moustrou.

## Géographie
Plasence est situé au nord-est du département, au nord du Béarn et de la ville de Pau, éloignée de vingt kilomètres.

## Toponymie
Le toponyme Plasence est mentionné en 1350 dans les hommages de Béarn et apparaît sous les formes 
Plasensa (1514, notaires de Garos),  
Plaisence (1675, réformation de Béarn) et 
Plasence (1801, Bulletin des lois).

## Démographie
| 1793 | 1800 | 1806 | 1821 | 1831 | 1836 |
| ---- | ---- | ---- | ---- | ---- | ---- |
| 160  | 171  | -    | 188  | 216  | 222  |

## Pour approfondir